# 廿日市市立大野中学校
廿日市市立大野中学校（はつかいちしりつおおのちゅうがっこう）は、広島県廿日市市大野原四丁目にある公立中学校。

## 概要
現在は隣接していた大野西小学校と同一の校舎を使う「小中一貫校」である。
昭和60（1985）年度までは大野町域全体が校区とされていたので、生徒数1000名前後のマンモス校の一つだったが、昭和61（1986）年度大野東中学校を分離開校した。
平成22（2010）年度廿日市市の「第5次廿日市市総合計画」で大野西小学校・大野中学校の施設一体型の小中一貫教育推進校の整備を策定。平成26年に共用の新校舎完成。平成27（2015）年度より小中一貫校の「大野学園」設立。

## 沿革
- 1947年（昭和22年）4月 - 大野村立大野中学校設立。
- 1950年（昭和25年）4月 - 町制施行により、大野町立大野中学校と改称。
- 1951年（昭和26年）4月 - 広島県立大竹高等学校大野分校併設。
- 1986年（昭和61年）4月 - 大野町立大野東中学校を分離開校。
- 2005年（平成17年）11月3日 - 廿日市市への編入合併により、廿日市市立大野中学校と改称。
- 2014年（平成26年）9月 - 隣接の大野西小学校との共用新校舎完成、使用開始。
- 2015年（平成27年）4月 - 隣接する「大野西小学校」と「小中一貫教育推進校」の「大野学園」設立。

## 校区
- 廿日市市立大野西小学校の校区[2]
  - 大野（沖筏津、筏津、大手、上之浜、住吉、水ノ越、小田ノ口、中津岡、滝ノ下、郷、護安、小山、原、下原、塩屋、上桐、林ヶ原、丸石、向原、尾立、四拾八坂、垣ノ浦、下灘、鳴川、馬ノ峠、大石原、物見山、滝山、城山、尾那岡、清水峯、八坂、経小屋、奴メリ谷、横撫、鴉ケ岡、嵐谷、猪ノウツ、広原山、四瀬、川平山、馬ノ口、高馬、上ヶ原、矢草、陣場（1236番地1〜1240番地30、1254番地1〜1259番地及び1283番地を除く）、物見西一丁目、物見西二丁目、物見西三丁目（7番を除く）、上の浜一丁目、上の浜二丁目、下の浜、大野一丁目、大野二丁目、大野中央一丁目、大野中央二丁目、大野中央三丁目、大野中央四丁目、大野中央五丁目、大野原一丁目、大野原二丁目、大野原三丁目、大野原四丁目、梅原一丁目、梅原二丁目、沖塩屋一丁目、沖塩屋二丁目、沖塩屋三丁目、沖塩屋四丁目、塩屋一丁目、塩屋二丁目、林が原一丁目、林が原二丁目、丸石一丁目、丸石二丁目、丸石三丁目、丸石四丁目、丸石五丁目、宮浜温泉一丁目、宮浜温泉二丁目、宮浜温泉三丁目、八坂一丁目、八坂二丁目

## アクセス
- JR山陽本線大野浦駅下車

## 出身者
- 松本太郎（廿日市市長）
- 谷口信輝（レーシングドライバー）